# Die letzte Nacht des Boris Gruschenko
Die letzte Nacht des Boris Gruschenko ist ein US-amerikanischer Film aus dem Jahre 1975. Regisseur, Autor und Hauptdarsteller der Komödie ist Woody Allen. Er spielt in dieser Satire einen tollpatschigen Feigling, der durch Zufall zum Kriegshelden wird und später bei dem Versuch scheitert, Napoleon Bonaparte zu ermorden.

## Handlung
Boris Gruschenko wächst Ende des 18. Jahrhunderts in einem russischen Dorf in der Nähe von Sankt Petersburg auf. Während seine zwei Brüder zu stattlichen Männern heranwachsen, entwickelt er sich zu einem schmächtigen Schöngeist, der mit seiner attraktiven Cousine Sonja über Gott und den Tod philosophiert. Als Napoleons Truppen beginnen, Europa zu überrennen, muss er unter dem Druck seiner Familie in den Krieg ziehen. Weil er sich auf dem Schlachtfeld verirrt, wird er durch einen absurden Zufall zum Kriegshelden.
Nach Sankt Petersburg zurückgekehrt, wird er in Ehrenhändel verwickelt. Nachdem er das Duell unerwartet überlebt hat, muss seine inzwischen verwitwete Cousine Sonja ein leichtfertig gegebenes Eheversprechen einlösen und ihn heiraten. Es folgen einige Monate durchwachsener Ehe in Armut, angefüllt mit philosophischen Debatten. Als sich das Paar endlich arrangiert hat und Kinder haben will, marschiert die französische Armee in Russland ein. Boris will fliehen, wird aber von der egozentrischen Sonja dazu überredet, stattdessen ein Attentat auf Napoleon zu verüben.
Getarnt als Abgesandte der spanischen Krone reisen sie nach Moskau, treffen aber nur auf einen Doppelgänger Napoleons. Das Attentat scheitert unter aberwitzigen Umständen. Während Sonja die Flucht gelingt, landet Boris im Gefängnis und wartet auf seine Hinrichtung. In der Zelle erscheint ihm ein Engel und prophezeit ihm die Begnadigung in letzter Minute. Doch eine Begnadigung erfolgt nicht und Boris wird hingerichtet.

## Hintergrund
- Der in Budapest und in Paris gedrehte Film war lange der letzte Film, der außerhalb von Allens Lieblingskulisse New York oder dessen Umland gedreht wurde. Erst für Alle sagen: I love you kehrte der Regisseur 1996 seiner Heimatstadt erneut den Rücken.
- Ursprünglich sollte der Film mit Musik von Igor Strawinsky untermalt werden. Da diese Allen aber zu düster erschien, wurde schließlich die heitere Musik von Sergej Prokofjew bzw. in einer Szene in der Oper von Wolfgang Amadeus Mozart verwendet.[1]
- Love and death gilt als satirische Verfremdung des Romans Krieg und Frieden von Leo Tolstoi.

## Kritiken
- Lexikon des internationalen Films: „Sarkastische Woody-Allen-Komödie, die vom Militarismus über Sex bis zur Religion alles parodiert. Streckenweise sprühend von Einfällen und satirischem Witz.“[2]
- Die Tageszeitung: „Zwischendurch mag da die Handlung schon auch mal durchhängen, aber dafür gibt es hier so zuschlagende Pointen um das Großthema ‚Love and Death‘ (so der Originaltitel), dass man als normal vernünftiger Mensch vor Lachen zwischen das Kinogestühl rutschen sollte.“[3]
- Eine gelungene Komödie hat auch Roger Ebert von der Chicago Sun-Times gesehen. Er vergibt 3,5 von 4 Bewertungssternen. Der Film sei weitaus sorgfältiger geplant als der im ‚Alles geht‘-Stil gedrehte Allen-Film Bananas. Ebert ist begeistert von den schauspielerischen Leistungen von Woody Allen und Diane Keaton.[4]
- Die Zeit, 1975: „Allens Begabung für verbalen Nonsens, der allemal in grotesk überspitzten pseudophilosophischen Spekulationen mündet, verbindet sich hier mit surrealistischen Visionen: Auf dem Schlachtfeld bieten Würstchenverkäufer ihre Ware feil, ein toter Krieger macht sich Sorgen wegen einer geschäftlichen Transaktion, Rußlands Dorftrottel versammeln sich zu einem Kongreß (‚Welcome Idiots‘), Napoleon balgt sich mit seinem Doppelgänger. Intelligent demontiert der militante Pazifist Woody Allen das erhabene Pathos von Hollywoods historischen Epen.“[5]

## Auszeichnungen
Woody Allen gewann 1975 den UNICRIT Award der Internationalen Filmfestspiele Berlin 1975 und wurde für den Goldenen Bären nominiert. Außerdem erhielt er auf dieser Berlinale einen Silbernen Bären für sein Gesamtwerk.

## DVD-Veröffentlichung
- Die letzte Nacht des Boris Gruschenko. MGM Home Entertainment 2007